# Nissan 350Z
La Nissan 350Z è un'autovettura sportiva prodotta dalla casa automobilistica nipponica Nissan all'interno della serie "Z", in vendita dal 2003 al 2009.

## Storia e caratteristiche
La storia delle serie Z Nissan, inizia nel 1984 con la prima serie di 300ZX, che può essere considerata un'antenata dell'odierna 350Z, prodotta in altri modelli il più recente dei quali molto apprezzato in versione turbo, ma la vera antesignana della 350Z è la Datsun 240Z del 1969.
La prima concept car della vettura fu presentata nel 2001, dapprima in versione coupé, poi cabriolet, la Roadster.
La 350Z seconda versione ha un motore V6, di 3,5 litri di cilindrata, con 24 valvole, che sviluppa 300 cavalli a 6400 giri/min (velocità massima 250 km/h con 0-100 in 5,8 secondi), mentre la versione precedente da 280 cavalli, ha una coppia motrice di 353 Nm e passa da 0-100 in circa 6,3 secondi con una velocità massima di 250 km/h. Il motore è noto anche come VQ35DE, la distribuzione del peso tra anteriore/posteriore è di 53/47, ed è quindi un'auto dall'animo sportivo, capace di regalare grandi emozioni, grazie anche alla trazione posteriore e ad una guida facile.

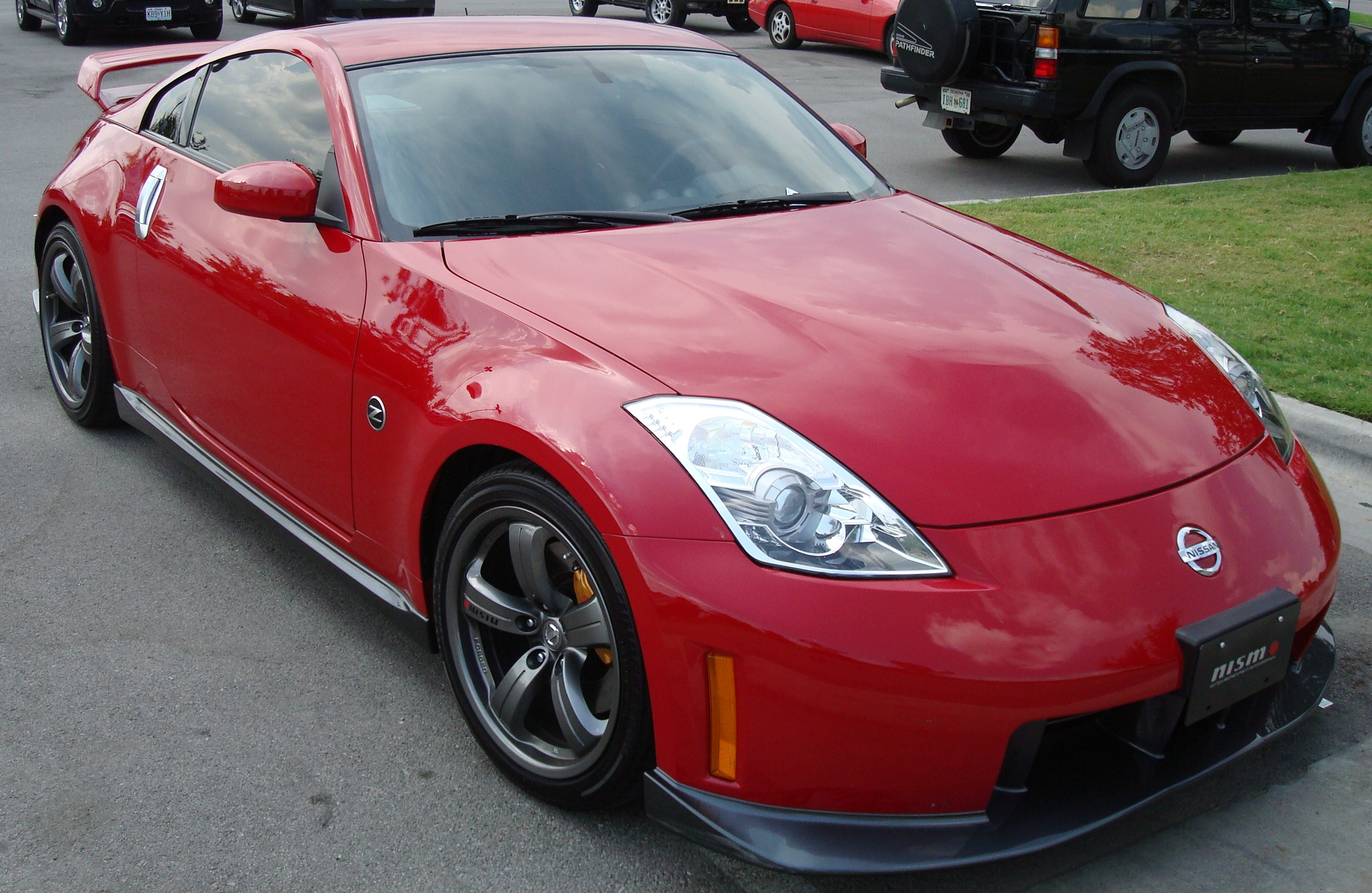
Una Nismo 350Z del 2007

Nel 2004 la Nismo ha realizzato una propria versione speciale della 350Z. L'impianto di scarico di serie è stato sostituito con un impianto sportivo a due terminali di scarico. L'aerodinamica è stata rivista con l'introduzione di un body kit realizzato in collaborazione con la Polyphony Digital, casa videoludica produttrice del famoso simulatore di guida Gran Turismo. Le minigonne laterali, in particolare, sono stati strutturate in modo tale da convogliare l'aria sugli pneumatici sportivi. I cerchioni standard sono stati eliminati e sostituiti con versioni in lega da 19'. I sedili sportivi sono ricoperti di alcantara e sono stati costruiti dalla Nismo usufruendo di una schiuma plastica in grado di assorbire meglio le sollecitazioni trasmesse dal veicolo al guidatore.
Della Nismo 350Z è stata costruita anche una versione con prestazioni maggiorate. Denominata R-Tune, incamerava un propulsore VQ35 V6 3.5 dalla potenza di 305 CV gestito da un cambio manuale a sei rapporti. L'impianto di scarico sportivo era in acciaio inox modello S-Tune, stessa versione delle sospensioni che irrigidivano l'assetto della vettura per migliorare la manovrabilità. L'impianto frenante era costituito da freni a disco Nismo R-Tune e il corpo vettura era stato migliorato nell'aerodinamica con l'introduzione di un nuovo body-kit sportivo.
Nel 2005 è stata presentata la versione speciale per il 35º anniversario del debutto della 240Z, con nuovi cerchi da 18 pollici più leggeri di 1.6 kg, nei soli colori nero e giallo. Dopo la fine della produzione, nel 2009 è uscita sul mercato la sua erede, la 370Z
Per il Model Year 2007, il propulsore è sostituito con la nuova versione completamente nuova, il VQ35HR, la cui potenza viene portata a 313 cv e la coppia motrice viene incrementata a 363 Nm e passa da 0-100 in 5,6 secondi mentre la velocità viene limitata elettronicamente a 251 km/h (1 km/h in più rispetto alle versioni precedenti).

## Attività sportiva
La 350Z ha sostituito la Nissan Skyline nel campionato Super GT nipponico. È stata portata in gara nella classe GT500 sia dal team ufficiale della casa giapponese che da alcune squadre private, in versioni da gara a passo allungato, carrozzeria in fibra di carbonio per contenere il peso, telaio tubolare e inizialmente un propulsore VQ30DETT V6 (sostituito poi da un 4.5 V8). Nel 2004 la vettura del team Nismo è riuscita ad ottenere la vittoria.